# Марголіс Юрій Давидович
Марголіс Юрій Давидович (7 жовтня 1930, Ленінград — 14 лютого 1996, там само) — російський історик та педагог.

## Життєпис
Народився в м. Ленінград (нині м. Санкт-Петербург). Походив з родини відомих науковців: батько — Д.Марголіс, викладач політекономії; мати — В.Герасимова, історик. Закінчив Ленінгр. ун-т (1952) та аспірантуру цього навч. закладу (1960). Працював учителем у Калузькій обл. (1952–53), викладав у різних навч. закладах у Ленінграді (1953–57). 1960 захистив канд. дисертацію на тему: «Эволюция исторических взглядов Т. Г. Шевченко», а 1985 — докторську дисертацію на тему: «Т. Г. Шевченко и русская демократическая историография второй половины XIX в.». Протягом 1960–68 викладав у Ленінгр. ун-ті (нині Петербурзький університет). 1968 виключений з Комуністичної партії Радянського Союзу за втрату «політичної пильності» (за недонесення на колегу, який читав книгу югослав. комуніста М.Джиласа «Новий клас») та звільнений з роботи в Ленінгр. ун-ті. Працював інженером з техніки безпеки на ленінгр. ситценабивній ф-ці ім. В.Слуцької, зокрема підготував істор. нарис про це підпр-во, який був опублікований без його прізвища. 1976–80 очолював кафедру історії СРСР в Сиктивкарському ун-ті. З 1981 і до кінця життя викладав у Ленінградському (з 1991 — Петерб.) ун-ті.

## Наукова діяльність
Автор багатьох праць, присвячених Т.Шевченку, а також студій з історії освіти в С.-Петербурзі, пром. підпр-в Ленінграда і Сиктивкара (нині столиця Республіки Комі, РФ). Виховав ряд відомих рос. істориків, зокрема Тетяну Таїрову-Яковлеву, фахівця з укр. історії 17 ст. Підтримував зв'язки з багатьма укр. вченими, зокрема з Є.Кирилюком, М. П. Ковальським, М.Марченком, В.Сарбеєм, Є.Шабліовським, Ф.Шевченком та ін. Вивчав різноманітні аспекти спадщини Т.Шевченка, зокрема істор. погляди поета, внесок у шевченкознавство різних науковців. Стверджував, що Т.Шевченко мав ідеалістичне світобачення, зокрема в поглядах на природу класів та класової боротьби. На думку М., історизм Т.Шевченка справив неабиякий вплив на погляди рос. істориків-демократів, зокрема О.Герцена, О.Добролюбова, М.Огарьова, В.Семевського, М.Чернишевського та ін. М. наголошував на генетичному зв'язку поглядів Т.Шевченка з земсько-обласною концепцією рос. історії О.Щапова. У своїх студіях про Т.Шевченка за рад. часів багато разів посилався на праці укр. учених-емігрантів (П.Зайцева, Д.Чижевського та ін.).
Помер у Санкт-Петербурзі.